# Maria de Villegas de Saint-Pierre
Pour les autres membres de la famille, voir Famille de Villegas.
Pour les autres membres de la famille, voir Famille van den Steen de Jehay.
Maria de Villegas de Saint-Pierre, comtesse van den Steen de Jehay par mariage, née le 14 décembre 1871 et décédée le 23 janvier 1941, est une infirmière militaire du front de la Première Guerre mondiale et une femme de lettres.

## Biographie
Le 17 mai 1892, elle épouse Léopold van den Steen, comte de Jehay. Le couple aura deux[réf. nécessaire] enfants dont Jean (1893-1945).

## Distinctions honorifiques
- Chevalier de l'Ordre de Léopold
- Chevalier de l'Ordre de la Légion d'honneur
- Croix Pro Ecclesia et Pontifice

## Hommage
Un parc lui est dédié à Jette. Il a été inauguré le 24 août 2024. 

## Œuvres
- quelques nouvelles publiées sous le pseudonyme de Quevedo.
- Profils de gosses, roman, préface d'André Lichtenberger et illustrations de Jean Droit. Éditions du Temps présent, 1912. Couronné par l'Académie française.
- Les parchemins d'Aygremont, G. Crès 1923. Pastels et eaux-fortes d'Alfred Martin.
- Mon journal d'infirmière, Bruxelles, Office de Publicité, 1937.
- collaboration au périodique La femme belge, dès sa fondation en 1913.